# セッラルンガ・ディ・クレーア
セッラルンガ・ディ・クレーア（伊: Serralunga di Crea）は、イタリア共和国ピエモンテ州アレッサンドリア県にある、人口約500人の基礎自治体（コムーネ）。

## 地理

### 位置・広がり
| 隣接するコムーネは以下の通り。 - チェレゼート - モンベッロ・モンフェッラート - ポンテストゥーラ - ポンツァーノ・モンフェッラート - ソロンゲッロ |

### 地震分類
イタリアの地震リスク階級 (it) では、4 に分類される
。

## 行政

### 分離集落
セッラルンガ・ディ・クレーアには、以下の分離集落（フラツィオーネ）がある。
- Castellazzo, Forneglio, Madonnina